# コデイン (バンド)
コデイン （Codeine）はアメリカニューヨーク出身のロックバンド。スロウコアの代表的なバンド、および創始者として知られる。

## 略歴
1989年、 Stephen Immerwahr（ボーカル、ベース）、クリス・ブロコウ（Chris Brokaw、ドラム）、John Engle（ギター）の三人で結成。1990年にドイツのインディーズレーベルグリッターハウス・レコードよりアルバム『Frigid Stars』でデビュー。翌1990年にサブ・ポップからもリリースされる。1992年にEP『Barely Real』をリリース。同作品にはガスター・デル・ソルのデヴィッド・グラブス (David Grubbs) によるピアノソロが収録されている。
1993年、ブロコウがカムでの活動に専念するため脱退。一時的にAntietamのギタリストであったJosh Madellが米国ツアーの間ギターを務めるが、その後レックスのドラマーのダグ・シャリン (Doug Scharin) に交代する。
1994年、2枚目にして最後のアルバム『The White Birch』をサブ・ポップからリリース。この作品にもグラブスがギターで参加している。同年末、バンドは解散。シャリンは引き続きレックスやジューン・オブ・44で活動を行い、自身のバンドであるHiMも結成した。ブロコウはカムの解散後はソロやザ・ニュー・イヤーなどで活動している。
コデインは2012年に一時的に再結成し、5月26日にロンドンのアレクサンドラ・パレスにて開催された「オール・トゥモローズ・パーティーズ」の姉妹イベント「アイル・ビー・ユア・ミラー」に出演し、ライヴ演奏を行った。この年に同イベントのキュレーター（主催者）を務めたモグワイからのリクエストによるもので、彼らはコデインからの影響を公言している。
バンドは2022年に活動を再開し、18年ぶりとなる3枚目のフルアルバム『Dessau』をリリースした。アルバムは1992年に録音されながらお蔵入りとなった8曲で構成されている。

## ディスコグラフィー
- Frigid Stars （1990年）
- Barely Real （EP、1992年）
- The White Birch （1994年）
- Dessau （2022年）